# 834 Burnhamia
834 Burnhamia eller A916 SG är en asteroid i huvudbältet, som upptäcktes den 20 september 1916 av den tyske astronomen Max Wolf. Asteroiden namngavs senare efter den amerikanske astronomen Sherburne Wesley Burnham.
Dess rotationstid har beräknats till 13,88 timmar